# Sao Tomé-et-Principe aux Jeux olympiques d'été de 2004
Sao Tomé-et-Principe a envoyé 2 athlètes aux Jeux olympiques de 2004 à Athènes en Grèce.

## Résultats

### Athlétisme
100 m hommes
- Yazaldes Nascimento
  - 1er tour : 11 s 00 (8e dans la 1re série, 67e au classement final)

20 km Marche Femmes
- Fumilay Fonseca
  - 2 h 04 min 54 (52e au classement final) (Record personnel)

## Officiels
- Président : M. João Manuel Da Costa Alegre Afonso
- Secrétaire général : Antonio Menezes da Trindade